# Chevalier de Saint-Georges
Joseph Bologne, conocido como Chevalier de Saint-Georges (Guadalupe, 25 de diciembre de 1745 - París, 10 de junio de 1799), fue un compositor, virtuoso violinista, director de la orquesta más importante de París y campeón de esgrima. Nacido en Guadalupe, hijo de George Bolonia de Saint-Georges, un rico hacendado, y Nanon, su esclava, de origen africano. Durante la Revolución francesa, Saint-Georges ejerció como coronel de la Legión de St.-Georges, el primer regimiento compuesto por soldados negros en Europa, quienes lucharon por el bando republicano. Hoy en día el Chevalier de Saint-Georges es recordado como el primer compositor clásico de ascendencia africana.

## Biografía
Recibió una brillante educación, gracias a la cual se le abrieron las puertas de la más distinguida sociedad. Abrazó el partido del duque de Orleans, del que fue secretario; después aceptó las ideas revolucionarias, y en 1792 organizó un regimiento de caballería, la Legión de St.-Georges, fuerza compuesta por hombres negros, e incorporado al ejército de Dumouriez, se opuso bravamente a la invasión de los prusianos. Fue uno de los primeros en denunciar la traición de aquel general.
Saint-George disfrutó de mucha fama como músico y como hombre de sociedad. A los diecisiete años de edad ya vencía a la mayoría de los maestros de esgrima de París. Su talento como violinista lo igualó a los mejores artistas de su tiempo, habiendo tenido por profesor de este instrumento a Jean-Marie Leclair, mientras que de François-Joseph Gossec aprendió composición, y con este fundó una famosa orquesta de aficionados, el Concert des Amateurs, figurando Saint-Georges en esta como primer violín.
Al tratarse en 1777 de nombrar un director de la Academia de Música, se encontró entre los candidatos a tal cargo, pero no alcanzó el nombramiento por haberse negado los artistas a aceptar la dirección de una persona de ascendencia africana. Fue uno de los personajes más en boga del último tercio del siglo XVIII. A pesar de haber abrazado con entusiasmo las ideas revolucionarias, fue detenido en París como sospechoso, siendo puesto en libertad después de la Reacción de Termidor, y murió cinco años después en la pobreza.

## Muerte
Aunque varios de sus biógrafos sostienen que al final de su vida, St. Georges vivió en la más absoluta pobreza, el Cercle no era exactamente lo más bajo. Rechazado por el ejército, St. Georges, a la edad de 51 años, encontró consuelo en su música. Sonando como cualquier intérprete veterano orgulloso de su longevidad, dijo: "Hacia el final de mi vida, estaba particularmente dedicado a mi violín", y agregó: "¡Nunca antes lo toqué tan bien!"Dos de sus obituarios contemporáneos revelan el curso de su enfermedad y muerte.
La Boëssière fils: "Saint-Georges sintió el inicio de una enfermedad de la vejiga y, dada su habitual negligencia, le prestó poca atención; incluso mantuvo en secreto una úlcera , fuente de su enfermedad; le sobrevino la gangrena.

JSA Cuvelier en su Necrología : "Durante algún tiempo había sido atormentado por una fiebre violenta ... su naturaleza vigorosa había luchado repetidamente contra esta cruel enfermedad; [pero] después de un mes de sufrimiento, llegó el final el 21 Prairial [9 de junio ] a las cinco de la tarde. En algún momento antes del final, St. Georges se hospedó con un amigo [el capitán Duhamel] en la rue Boucherat. Su muerte estuvo marcada por la calma de los sabios y la dignidad de los fuertes".

## Óperas
- Ernestine, ópera en tres actos, con libreto de Choderlos de Laclos revisada por Desfontaines, estrenada en la Comédie Italienne de París el 19 de julio de 1777; perdida. Nota: Se conservan algunos pasajes.
- La Partie de chasse, ópera en tres actos, con libreto de Desfontaines, estreno público en París, Comédie Italienne, 12 de octubre de 1778; perdida. Nota: se conservan algunos números.
- L'Amant anonyme, comédie mélée d'ariettes et de ballets, en dos actos, argumento de Madame de Genlis, estreno en París, Teatro de Mme. de Montessón, 8 de marzo de 1780; manuscrito completo en la Biblioteca Nacional de París, sección Musique, Côte 4076.
- La Fille garçon, opéra comique mélée d'ariettes en dos actos, libreto de Desmaillot, estreno en París, Comédie Italienne, 18 de agosto de 1787; perdida.
- Aline y Dupré, ou le marchand de marrons, ópera infantil, estreno en el Teatro del conde de Beaujolais, 1788; perdida.
- Guillaume tout coeur ou Les Amis du village, ópera cómica en un acto, libreto de Monnet, estreno en Lille, 8 de septiembre de 1790; perdida.